# ادبیات مفاخره

مفاخره از ماده (فخر) و از باب مفاعله به معنای نازش و مباهات به هنرها، خوی، خصال، منش و کردار است. در لغت نامه دهخدا می‌خوانیم: مفاخره در لفظ عبارت است از نازش و بر یکدیگر بالیدن و اظهار بزرگی در حسب و نسب و جز آن . مفاخره اغراق در باب صفات نیکو و ذکر اعمال پهلوانی است.

## مفاخره در اصطلاح ادبی
مفاخره در اصطلاح ادبی به اشعاری اطلاق می شور که شاعر در مراتب فضل و کمال و سخندانی و امثال آن و احیاناً افتخارات قومی و خانوادگی و به‌طور خلاصه در شرف و نسب و کمال خویش سروده‌است .مفاخره از جمله صنایع بدیع و مضامین شعری است که اغلب شاعران بدان طبع آزمایی نموده و شعر و هنر خود را به رخ کشیده‌اند. مفاخره شعری است که شاعران در برتری خود و اجدادش یا برتری قوم و قبیله اش را برمی‌شمارند و به آنها فخر و مباهات می‌کنند. مفاخره به عنوان نوع ادبی یا زیر مجموعه ای از نوع ادبی حماسه شناخته می‌شود. مفاخره یکی از فنون تأثیر گذار در زیباشناسی شعر است، اگر در زبان تمجید از خود عیب محسوب می‌شود، در زبان ادبی و عاطفی که معمولاً جملات برای بیان اغراض و اهداف دیگر به کار می‌رود نه تنها عیب شمرده نمی‌شود بلکه از آرایه‌های معنوی شعر محسوب می‌شود.
مفاخره در اصل برشمردن صفات جنگجویانه و ذکر رشادت‌ها و پهلوانی‌ها بوده‌است و بعدها بیان کمالات معنوی هم در آن جای گرفته‌است.

## مفاخره میان شاعران
مفاخره یا خودستایی به صورت شیوه ای آزاد در بحث و تحلیل شعر در میان شاعران گذشته و معاصر رواج داشته‌است و به نظر می‌رسد آن را می‌توان به عنوان یکی از ابزارهای نقد شعر در میان شاعران تلقی کرد. بررسی فخر در آثار شعرا به عنوان چشم‌اندازی مستقل در نقد شعر در شناخت سبک و دیدگاه‌های آنها می‌تواند بسیار تأثیر گذار باشد زیرا برای شناسایی شیوه سخن پردازی و آگاهی از اندیشه هنرمند شاعر از راه‌های گوناگون می‌توان گذشت، یکی از این راه‌ها بررسی چیزهایی است که شاعر دربارهٔ خود می‌گوید و شاید در خلال آنها نظرات خود را در باب حیات فردی و اجتماعی ارائه دهد همچنین برخی محققان خودستایی را در شمار نقد می‌آورند؛ نقدی بی معیار و ذوقی .‌شدت و ضعف مفاخره هر شاعر نسبت به شاعر دیگر متفاوت است که این امر ریشه در شرایط اجتماعی، سیاسی و اقتصادی و خصوصیات فردی و اجتماعی آنها دارد به‌طور مثال شهریار چون سادات است بارها به این امر بالیده یا چون شاعر مداح و درباری نیست مفاخراتش با خاقانی که شاعری مداح بود متفاوت است.

## مفاخره در عرفان و فلسفه
هر چند مفاخره را خاص زبان ادب و شعر برشمرده اند اما در عرفان نیز مفاخره به معنای نازیدن به ابعاد مختلف وجودی خویش بسیار مشاهده می‌شود. نکتهٔ مهم و حائز اهمیت این است که مفاخره در ظاهر تناقضی آشکار با ذات عرفان و تصوف دارد چون از عارف که پیوسته به دنبال گذشتن از خود و رسیدن به حق است انتظار نمی‌رود که به چیزی مفاخره کند  مفاخره حتی بین فیلسوفان بزرگ نیز سابقه دارد برای مثال ابن سینا گفته؛ (ترجمه فارسی): بس که بزرگ شدم هیچ شهری گنجایش مرا ندارد و بس که قیمت و ارزشم گران شد مشتری برایم پیدا نشد.

## مفاخره در میان اعراب
برخی از محققان نوشته‌اند که مفاخره و حماسه از ابواب شعر جاهلیت بوده و شاعران قرن ششم هجری به بعد به آن توجه کرده‌اند . کتب علوم بلاغی و انواع ادبی غالباً این صنعت را ویژه ادبیات عرب دانسته‌اند زیرا مفاخره مخصوصاً در ادبیات عربی رواج بسیار داشته و اعراب به مفاخره خویش بیش از هر نوع ادبی دیگر دلبسته بودند. رجز که همه اعراب به آن شیفته بودند در حقیق مفاخره فردی یا قبیله ای بود . مفاخره منحصر به شاعران نیست برای مثال علی بن ابی‌طالب در غزوات خود می‌گفت؛ من آن کسم که مادرم مرا شیر نام نهاده/من آن شیر بیشه، من شیر شیرانم

## مفاخره در روانشناسی
فخر در واقع ریشه در خودشناسی دارد و پندار و طرح فرد را از شخصیت خود ارائه می‌دهد و از آن نظر که با تفکر و با هدف خاص است استراتژی خاص فرد در معرفی خود است .
از نظر روانشناسی مفاخره از منظری برخاسته که از نیازی درونی می‌گیرد . مفاخره از حس صیانت ذاتِ شاعر برمی‌خیزد . اگر باور داشته باشیم که حب ذات و خویشتن خواهی در بشر امریست غریزی ناگزیر باید بپذیریم که این میل باطنی در افراد مختلف جلوه‌های گوناگون دارد و هرکس به طریقی خاص از جمله راه نطق و بیان آن را ابراز می‌دارد  .به نطر فروید خودشیفتگی تنها خودخواهی و خودمحوری نیست! بلکه بر آن وضع فکری و برداشت خود انگیختهٔ انسان که در آن شخص خودش را یه جای دیگران هدف عشق قرار می‌دهد دلالت دارد . خودشیفتگی بیماری نیست بلکه یکی از خصوصیات هنرمندان برتر است که در برابر دیگران از خود و هنر خود دفاع می‌کنند.امیری خراسانی می‌گوید: (عقده روحی یکی از عوامل بسیار مهم در پیدایش خودستایی هاست چون اسباب و محرکات نفسانی هم در سبک شاعر نشان خود را باقی می‌گذارد و هم در طرز فکر و عکس العمل او)

### دلایل پرداختن به مفاخره
1. جلب توجه ممدوح
2. رقابت با شاعران دیگر
3. دفاع از خویشتن
4. فضل‌فروشی
5. نقد و ارزیابی اشعار خود
6. پدیده ملوک طوایفی و تعصبات قبیلگی به ویژه در میان اعراب
7. مسائل اجتماعی و سیاسی[۲۱]

ستایشگران خاصه آنان که سبب بی‌توجهی ممدوح از روزی و معاش دلخواه بی نصیب می‌ماندند به خودستایی رغبت بیشتری نشان می‌دادند زیرا از شاعر شاحب ذوق شگفت نیست که حتی در روزگار فقر و تنگدستی هم دلباخته کلام شیرین خود گردد و به خود دلخوشی دهد و مهم‌تر آنکه عرض هنر و ابراز مهارت و چیره‌دستی خود نوعی معرفی و اظهار وجود است و شاعر گمان می‌کند با این کار، خود را چنان‌که هست به ممدوح معرفی می‌کند.

## شاعران مفاخره
■ کسانی که مفاخره می‌کردند به دو گروه تقسیم می‌شوند:
1. گروه حرفه‌ای: کسانی که بر حکم ذوق و قریحه شاعرانه برای بیان احساسات و عواطف خود از فخر استفاده کرده‌اند.
2. گروه غیر‌حرفه ای: کسانی که برای معاش دست به مدح سلاطین و خودستایی زده‌اند.[۲۳]

## انواع مفاخره
1. تفاخرهای تعلیمی: تفاخر تعلیمی خودستایی شاعر با انگیزه آموختن مفاهیم آموزنده تربیتی و اخلاقی به مخاطبان است. یکی از سرآمدان تفاخرهای تعلیمی مسعود سعد است. نمونه: من راست خود بگویم چون راست هیچ نیست/خود راستی نهفتن هرگز کجا توان[۲۴]
2. تفاخر صوفیانه: این نوع مفاخره شامل مفاخره شیخ با مرید، صوفی با عامی، صوفی با صوفی و صوفی با پیامبران است.

انواع تفاخر صوفیانه:
۱- مستقیم: آن که صوفی بشخصه و صریح به موضوعی می‌نازد. 
۲-غیر مستقیم: ۱- تمجیدی که دیگران کرده‌اند و صوفی با بازگوییان به خود می‌بالد ۲- مفاخراتی که با بیان رؤیا ذکر می‌شود
۳- مفاخراتی که پس از مرگ اتفاق می‌افتد!

## انواع خودشیفتگی
1. خودشیفتگی فردی: شاعران به ندرت به چالش با جهان بیرونی اش ورود می‌کند و از این رو غالباً بر بزرگداشت و مقام خود تأکید می‌کند.
2. خود شیفتگی در برابر مردم عادی: شاعر وارد نخستین مرحله از چالش با دیگران می‌شود.
3. خودشیفتگی شاعر در برابر شاعران دیگر: شاعر در این مرحله نه با دیگرانِ منفعل و خنثی بلکه با رقیبان کنشگر و فعال مواجه است که با تولید شعر و جایگاه ادبی شان جایگاه شاعر را معتزلزل می‌کنند.
4. خودشیفتگی در برابر ناقدان: شاعر با منتقدان و مخالفانی که از روی عمد بر وی می‌تازند و در جایگاه ادبی او تشکیک می‌کنند مواجه است.[۲۶]

## نمونه‌های مفاخره
- شعرهای مرا به بی نمکی عیب کردی روا بود شاید/
- شعر من همچو شکر و شهدست وندر این دو نمک نکو شاید/
- شلغم و باقالیست گفته تو نمک- ای قلتبان- تورا شاید (نظامی)[۲۷]
- بناهای آباد گردد خراب ز باران و از تابش آفتاب/
- پی افکندم از نظم کاخی بلند که از بادو باران نیابد گزند/
- بسی رنج بردم در این سال سی عجم زنده کردم بدین پارسی (فردوسی)[۲۸]
- نظامی در جایی به فرزند خود پند می‌دهد که شغلی غیر از شاعری پیشه کند و هنر خود را ستایش می‌کند:
- در شعر مپیچ و در فن او چون اکذب اوست احسن او
- زین فن مطلب بلند نامی کان ختم شد بر نظامی/ (نظامی گنجوی)[۲۹]
- سعدی با اشاره به رسم زنده به گور کردن دختران در عصر جاهلی عرب شیفتگی خود را به سخنش نشان می‌دهد:
- سعدی دل روشنت صدف وار هر قطره که خود گوهرآورد/شیرینی دختران طبعت شور از متمیزان برآورد/
- شاید که کنند زنده در گور در عهد تو هر که دختر آورد (سعدی)[۳۰]
- من دگر شعر نخواهم نویسم که مگس/
- زحمتم می‌دهد از بس که سخن شیرین است (سعدی)
- عراق و فارس گرفتی به شعر خود حافظ/
- بیا که نوبت بغداد و وقت تبریز است[۳۱] (حافظ)
- هفت کشور نمی‌کنند امروز بی مقالات سعدی، انجمنی (سعدی)[۳۲]
- سزد که فخر کند روزگار بر سخنم/از آنکه در سخن از نادران کیهانم (مسعود سعد)[۳۳]
- رسانیدم سخن تا جایگاهی که کس را نیست آنجا راهی/بزرگان که در هفت آسمانند الهی نامه عطار خوانند (عطار نیشابوری)[۳۴]
- صبحدم از عرش می‌آمد سروشی عقل گفت/قدسیان گویی که شعر حافظ از برمی‌کنند (حافظ)[۳۵]
- بر حدیث من و حسن تو نیفزاید کس/حد همین است سخندانی و زیبایی را (سعدی)[۳۶]
- قلم شیرین و خط شیرین، سخن شیرین و لب شیرین/خدا را ای شکر پاره، مگر طوطی قنادی؟ (شهریار)
- طالب همه بر شعر تر خویش کند ناز/چون خضر که نازش همه بر آب حیات است (طالب آملی)[۳۷]
- در قلم آورد حافظ قصهٔ لعل لبش/آب حیوان می‌رود هر دم ز اقلامم هنوز (حافظ)[۳۸]
- حافظ ار سیم و زرت نیست چه شد شاکر باش/چه به از دولت لطف سخن و طبع کریم (حافظ)[۳۹]
- من آنم که در پای خوکان نریزم/مرین قیمتی دُر لفظ دری را (ناصر خسرو)[۴۰]
- حافظ، تو ختم که هنر خود عیان شود/با مدعی نزاع چه حاجت است (حافظ)[۴۱]